# Сеньские солнечные часы
Сеньские солнечные часы (хорв. Senjski Sunčanik) — достопримечательность в виде солнечных часов в хорватском городе Сень. Монумент выполнен из бетона, достигает 3.8 метра в высоту и является памятным знаком маркирующим точку соответствующую 45-й географической параллели.

## История
Во второй половине XX века югославский инженер-строитель Младен Худец, вдохновившись зарубежными примерами по маркировке примечательных меридианов и параллелей различного рода памятными знаками, решил создать что-то подобное в хорватском городе Сень, на месте, где 45-я параллель пересекает Адриатическое шоссе. Первым шагом для воплощения этого проекта в жизнь стало определение на карте города точных координат, соответствующих выбранной параллели. Для этого Худец обратился за помощью к профессору горно-геологического факультета Загребского университета Божидару Канаету, имевшего доступ к компьютеру, на котором производились геодезические расчёты для гидроэлектростанций. Получив от Канаета необходимые координаты, Худец несколько раз самостоятельно произвёл дополнительные измерения при помощи портативного GPS-приёмника, для того, чтобы окончательно убедиться в точности выбора локации.
Закончив работу с картами, Младен Худец вновь отправился в Загребский университет, где посвятил в свои планы скульптора и профессора школы прикладных искусств Йожа Цмрока. Цмрок поддержал идею Худеца и пообещал выделить время для создания памятного знака. Летом, освободившись от своих преподавательских обязанностей, Цмрок отправился в свою студию в Сени, где перебрав множество вариантов исполнения будущего изваяния сделал свой выбор в пользу установки на 45-й параллели скульптуры в виде солнечных часов. Одной из главных задач при проработке проекта Цмрок обозначил создание скульптуры отличной от созданных ранее не только своих работ, но и монументов других скульпторов мира. Изучив фотографии и изображения солнечных часов, расположенных в различных частях света, Цмрок в качестве элемента отличающего его скульптуру от других добавил надпись на глаголице, приурочив это к 500-летнему юбилею сеньской типографии. Определившись со внешним видом скульптуры Цмрок создал 60-сантиметровую глиняную модель будущего монумента, которую отправил на выставку, проводившуюся в прибрежной библиотеке Сени.
После проведённой выставки, идею о создании полномасштабной версии скульптуры высотой 3.8 метра поддержал Анте Шаренич секретарь Туристического общества Сени, однако из-за скудного финансирования общество не смогло воплотить проект в жизнь. Тогда Цмрок попросил своего коллегу из школы прикладных искусств, работавшего учителем фотографии, сделать несколько привлекательных снимков глиняной модели для их участия во второй выставке в той же библиотеке. Интерес к следующей выставке значительно возрос, так как о её проведении сообщил академик Андре Мохоровичич, а в церемонии открытия поучаствовал глава Сени Аугуст Томлянович-Дапич. Цели повторной экспозиции были достигнуты и идея Худеца-Цмрока получила поддержку на довольно высоком уровне. Свою помощь тогда предложили председатель исполнительного совета Сени, председатель Генеральной ассамблеи и Загребский старославянский институт, членам которого особенно понравилась идея высечь на скульптуре буквами глаголицы надпись с таблички Святого Мартина.
Заручившись поддержкой и получив согласие на постройку от дорожного управления, инициаторы заказали опалубку для скульптуры у местного лесопромышленного предприятия «DIP», руководство которого узнав о том, для чего предназначается заказанная опалубка взяло все расходы по её производству на себя. На такой же шаг пошло и руководство строительной компании «Primorje», ответственное за заливку бетона на месте работ. После окончания строительства местные организации также провели ряд работ по благоустройству прилегающей территории: Сеньское лесохозяйство высадило ряд зелёных насаждений вокруг скульптуры, а дорожная администрация стала инициатором установки дорожных знаков, предупреждающих водителей о приближении к достопримечательности.
Сеньские солнечные часы стали одной из достопримечательностей известной далеко за пределами города, вследствие чего скульптура стала местом, вызывающим интерес у туристов, особенно в летний период времени.